# Bryum trabutii
Bryum trabutii är en bladmossart som beskrevs av Thériot 1930. Bryum trabutii ingår i släktet bryummossor, och familjen Bryaceae. Inga underarter finns listade i Catalogue of Life.